# Indalmus lineella
Indalmus lineella là một loài bọ cánh cứng trong họ Endomychidae. Loài này được Chapuis miêu tả khoa học năm 1876.